# Amarte es un placer (chanson)
Amarte es un placer (français : T'aimer est un plaisir) est une chanson enregistrée par le chanteur mexicain Luis Miguel et le quatrième single de son album du même nom (1999). Sorti en 2000, elle a été écrite par Juan Carlos Calderón, tandis que la production a été assurée par Miguel lui-même. Sur le plan des paroles, le morceau traite d'un narrateur qui décrit les plaisirs d'être amoureux.
La chanson a reçu des réactions positives de la part des critiques musicaux pour son arrangement orchestral et la prestation de Miguel. Cependant, Miguel et Calderón ont tous deux été accusés de plagiat par le compositeur mexicain Marcos Lifshitz, qui a soutenu que la mélodie de la chanson était dérivée de sa composition Siento nuestro aliento et n'en était pas crédité. Un tribunal a donné raison à Lifshitz et a ordonné à Miguel et Warner Music de payer 40 % des droits d'auteur de la chanson à titre de compensation. Amarte es un placer a été nommé pour la chanson pop de l'année lors de la 13e édition des Lo Nuestro Awards en 2001 et Calderón a reçu un prix ASCAP Latin la même année. Un clip musical pour le titre a été réalisé par Alberto Tolot et a été nommé pour le meilleur clip de l'année dans le domaine latin aux Billboard Music Video Awards 2000. Le titre a atteint la sixième place du classement Billboard Hot Latin Songs aux États-Unis et la cinquième place du classement Latin Pop Songs.

## Contexte et composition
Après une absence de deux ans de la scène musicale, Luis Miguel a annoncé le 19 juillet 1999 qu'il sortirait un album pour septembre, disant que ce serait un retour aux enregistrements pop par opposition aux reprises de boléros qu'il avait enregistrées dans la série Romance. Le titre définitif du disque, Amarte es un placer, a été annoncé le 17 août 1999.
La chanson titre, Amarte es un placer a été composé par Juan Carlos Calderón et produit par Miguel lui-même, les paroles décrivant le protagoniste ayant le plaisir d'être séduit par son intérêt amoureux,. Il est sorti comme quatrième single de l'album du même nom en 2000, et a été inclus dans la setlist de sa tournée Cómplices (2008).

## Accueil et récompenses
Eliseo Cardona du El Nuevo Herald a considéré Amarte es un placer comme le meilleur morceau de l'album. Ramiro Burr, écrivant pour le San Antonio Express-News, a fait l'éloge de l'orchestre dans la chanson et de la prestation de Miguel. La chanson a été nommée dans la catégorie de la chanson pop de l'année lors de la 13e édition des Lo Nuestro Awards en 2001, mais a été battu par A puro dolor (en) de Son by Four. Le titre a été reconnu comme l'une des principales chansons latines de l'année 2000 lors des ASCAP Latin Awards en 2001.
Aux États-Unis, Amarte es un placer a fait ses débuts à la 24e place du Billboard Hot Latin Songs chart au cours de la semaine se terminant le 25 mars 2000, pour atteindre son apogée à la 11e place le 13 mai 2000. Le titre a également atteint son apogée à la cinquième place du Biilboard Latin Pop Songs chart.

## Controverse
En 2000, le compositeur mexicain Marcos Lifshitz a accusé Miguel, Calderón et Warner Music d'avoir plagié sa composition Siento nuestro aliento (français : Je sens notre souffle). Lifshitz a soutenu qu'il avait créé la mélodie utilisée sur Amarte es un placer mais qu'il n'était pas crédité pour cela. En 2007, un tribunal s'est prononcé en faveur de Lifshitz et a ordonné à Miguel et à sa maison de disques de payer 40 % des droits d'auteur de la chanson à titre de compensation.

## Clip
Le clip musical de Amarte es un placer a été tourné par Alberto Tolot dans un manoir en janvier 2000 à Bel Air, en Californie. Dans la vidéo, Miguel entre dans le manoir et regarde le tableau June flamboyante qui prend vie. Il fait une sérénade dans le bâtiment et retrouve plus tard la femme représentée dans le tableau. Le visuel a été nommé dans la catégorie du meilleur clip de l'année dans le domaine latin lors des Billboard Video Music Awards 2000, mais a perdu face à Ritmo Total (1999) d'Enrique Iglesias.

## Personnel
Crédits adaptés de la pochette CD de Amarte es un placer.
- Luis Miguel – production et chant
- Juan Carlos Calderón – paroles, musique et arrangements
- Michael Colombier – arrangements orchestraux

## Classements

### Hebdomadaires
| Hitparade (2000)                       | Meilleur classement | Réf.   |
| -------------------------------------- | ------------------- | ------ |
| États-Unis Billboard Hot Latin Songs   | 6                   | [ 12 ] |
| États-Unis Billboard Latin Pop Airplay | 5                   | [ 13 ] |

### Annuels
| Hitparade (2000)                     | Meilleur classement | Réf.   |
| ------------------------------------ | ------------------- | ------ |
| États-Unis Billboard Hot Latin Songs | 24                  | [ 19 ] |